# Lebernyeges réce
A lebernyeges réce (Biziura lobata) a lúdalakúak (Anseriformes) rendjébe, ezen belül a récefélék (Anatidae) családjába tartozó Biziura nem egyetlen faja.

## Rendszertani besorolása
A faj rendszertani helye a récefélék családján belül bizonytalan.
A régebbi rendszerek többnyire a halcsontfarkú récék közé sorolták. Akkoriban azok még a réceformák (Anatinae) alcsaládjába tartoztak és azok közeli rokon fajának tartották. Később, azok alcsaláddá való alakításakor (Oxyurinae) szintén oda tartozott, de különálló nemzetség egyetlen tagjaként.
Már kiderült, hogy csak a hasonló életmód vált hasonlóvá a halcsontfarkú récékhez, azoknak nem közeli rokona. 
Néhány rendszerben még oda sorolják, de e faj pontos helye a récefélék családján belül ma sem ismert.
Ezért a leghelyesebb az, ha egy különálló nemzetség egyetlen fajaként alcsaládokon kívüli fajként van besorolva, míg pontos leszármazása világossá nem válik.

## Előfordulása
Ausztrália nyugati, délnyugati és délkeleti részének valamint Tasmaniának dús növényzetű mocsaraiban, nagyobb tavaknál és öblökben található meg.

## Megjelenése
A hím teljes hossza 60-70 centiméter, testtömege 1500–2400 gramm. A tojó kisebb mint a hím, hossza 45–50 cm. Nevét onnan kapta, hogy a hímek csőrük alatt egy különleges bőrlebenyt viselnek.
A tojók bőrlebergenye csökevényes.
Színük barnás. Lábaikat annyira hátul viselik, hogy a szárazföldön szinte nem tudnak közlekedni, úszás közben a vízben a madár nagy része elmerül. Megzavarása esetén gőzhajóként fújtatva menekül.
|  |  |

## Életmódja
Nagymértékben alkalmazkodott a vízi életmódhoz, a szárazföldön csaknem tehetetlen. Ritkán repül, viszont nagyon jól úszik és táplálékát a víz alatt szerzi.
Főleg rovarokat, rovarlárvákat, puhatestűeket, rákokat, ebihalakat, kisebb részben magvakat, vízinövényeket fogyaszt.

## Szaporodása
Nászidőszakban a hímek bőrlebenye megduzzad és teste mintegy 15 centiméterrel szélesebb lesz. 
Szaporodási rendszerük dürgő típusú, amikor is a nászidőben akár 20 gácsér is összegyűlik. „Dürrögnek” egymásnak, és  bármelyik tojót megtermékenyítik, amelyik bekerül a körbe.
A gácsérok harciasak és hadban állnak egymással, gyakran a víz alatt is üldözik egymást.
Szeptember-októberben a tojó tányér alakú fészket épít vízinövényekből a magas növényzetben; gyakran védőernyőt is készít fölé letört nádszálakból.
Fészekalja 1–3 tojásból áll. Mintegy 25 nap alatt egyedül költi ki tojásait, és a fiókákat is egyedül neveli. 
A fiatalok csak néhány nap múlva merészkednek a vízre, addig anyjuk hoz nekik táplálékot.